# El niño problema
Problem Child (El Niño Problema en español) es una serie de dibujos animados estadounidense producida por Universal Cartoon Studios,  basada en la serie de películas Problem Child. 
La serie se emitió entre octubre de 1993 y diciembre de 1994 en USA Network.

## Voces
- Ben Diskin como Junior Healy.
- Elizabeth Daily como Cyndi Kerrigan.
- Cree Summer como Spencer.
- Pamela Adlon
- Nancy Cartwright como Betsy.
- Debi Derryberry
- Pat Fraley
- Brad Garrett
- Gilbert Gottfried como el Sr. Peabody
- Jess Harnell
- Jonathan Harris como Big Ben Healy.
- Dana Hill
- John Kassir como Murph.
- Maurice LaMarche
- Edie McClurg
- Candi Milo
- Laraine Newman
- April Winchell

## Episodios
1. Healys
2. Fair Cyndi ("Querida Cindy")
3. Sawdust, Tinsel, & Junior ("Aserrín, Espumillón, y Junior")
4. Grease My Palm ("Engrasa mi Palma")
5. Tiny Ben ("El Pequeño Ben")
6. Weird Olympics ("Extrañas Olimpiadas")
7. Junior Healy
8. The Cyndi Kerrigan Story ("La Historia de Cindy Kerrigan")